# Elbasan Rashani
Elbasan Rashani, ps. Elba (ur. 9 maja 1993 w Värnamo) – norweski piłkarz pochodzenia kosowskiego. Należał do norweskich reprezentacji U-17, U-18, U-19, U-20 i U-21, a od 2015 roku jest członkiem reprezentacji Kosowa w piłce nożnej.